# Миеликки
Миеликки — финская богиня леса и охоты. В разных сказках она упоминается как жена, либо как невестка Тапио и мать Нюйрикки и Тууликки.
В «Калевале», финском национальном эпосе, основанном на карельском фольклоре, герой Лемминкяйнен преподносит ей и Тапио молитвы, золото и серебро, чтобы те помогли поймать ему хийсского лося.
В другом отрывке Миеликки просят защитить скот, что пасется в лесу. В стране, где лес был основным источником пропитания была время охота, собирательство и выпас скота, считалось очень важным оставаться на ее стороне. Ей также возносят молитвы те, кто охотится на мелкую дичь и занимается собирательством.
В честь Миеликки названа гора на Венере.